# Riesengranadilla

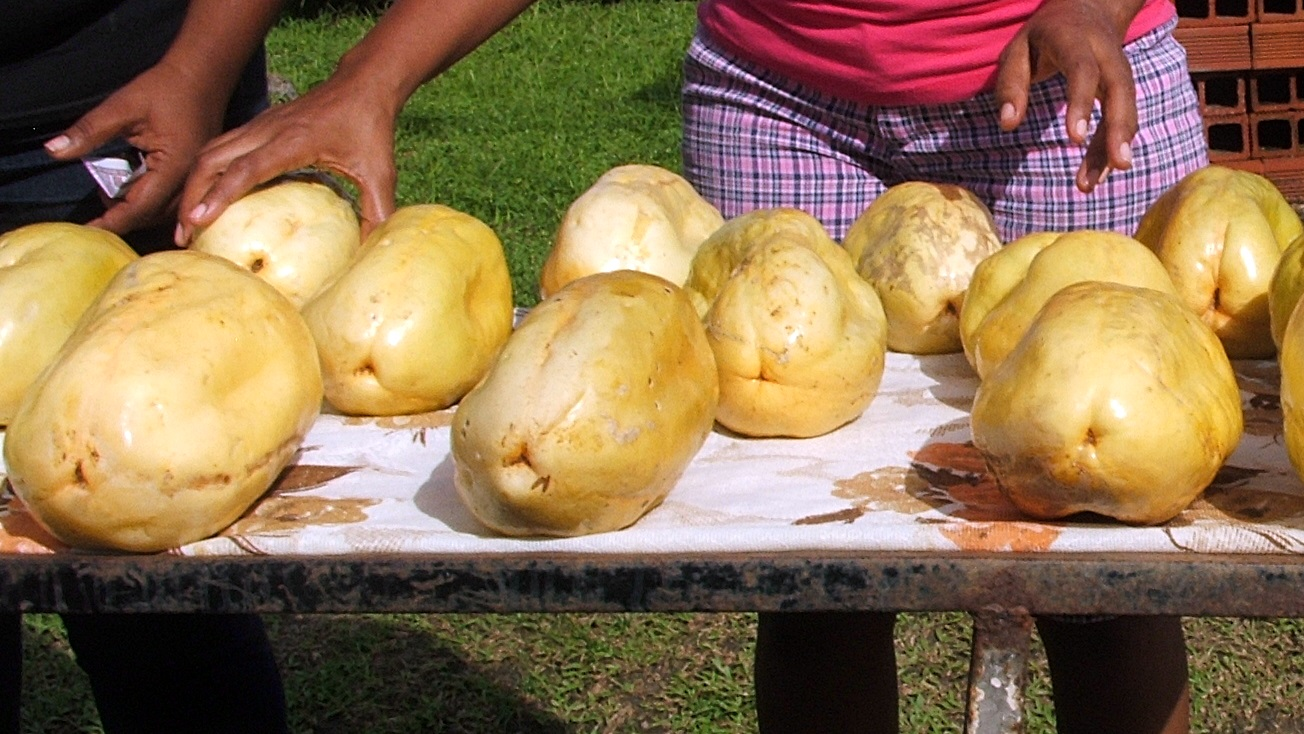
Früchte

Die Riesengranadilla  oder Königsgranadilla (Passiflora quadrangularis) ist eine Art aus der Gattung der Passionsblumen (Passiflora). Diese Art kommt natürlich in den tropischen Gebieten Südamerikas vor. Als invasive Art ist sie in Mittelamerika, der Karibik, Ozeanien, Neuseeland, Australien, Westafrika und in Süd- und Südostasien vertreten.

## Beschreibung
Die kräftige, immergrüne Kletterpflanze erreicht Höhen von 15 Metern oder weit mehr. Es sind einfache Ranken vorhanden. Sie hat gestielte, leicht ledrige, breit-eiförmige bis elliptische, bis zu 20 Zentimeter lange, ganzrandige, spitze bis zugespitzte Laubblätter. Am bis zu 5 Zentimeter langen Blattstiel sind drei Drüsen vorhanden. Es sind Nebenblätter vorhanden.
Die zwittrigen und duftenden Blüten erscheinen einzeln. Die großen, rötlichen, bis zu 11 Zentimeter breiten Blüten mit doppelter Blütenhülle, die im Sommer bis zum Herbst erscheinen, haben einen Ring mit langen, purpurfarbenen, fadenförmigen Staminodien (Nebenkrone). Die Petalen sind bis 4,5 Zentimeter lang.
Die großen, bis zu 30 Zentimeter langen, bis zu 3 kg schweren, länglichen bis eiförmigen, dünnschaligen, vielsamigen, aromatischen Früchte, Beeren (Panzerbeere), haben eine grünliche bis gelbe Schale. Das essbare, feste Fruchtfleisch hat einen mild süßen Geschmack. Die Samen liegen in einem ebenfalls essbaren, schleimigen, durchsichtigen Arillus. Zur Ausbildung von Früchten wird eine hohe Außentemperatur und eine hohe Luftfeuchtigkeit benötigt. Jüngere Früchte können als Gemüse zubereitet werden.
Die Riesengranadilla ist nicht frostbeständig. Sie benötigt einen nährstoffreichen, durchlässigen Boden an einem sonnigen Standort. Diese Art kann sich durch Samen oder Absenker vermehren, die im Sommer ausgebildet werden. Anfällig sind diese Pflanzen vor allem für Nematoden.

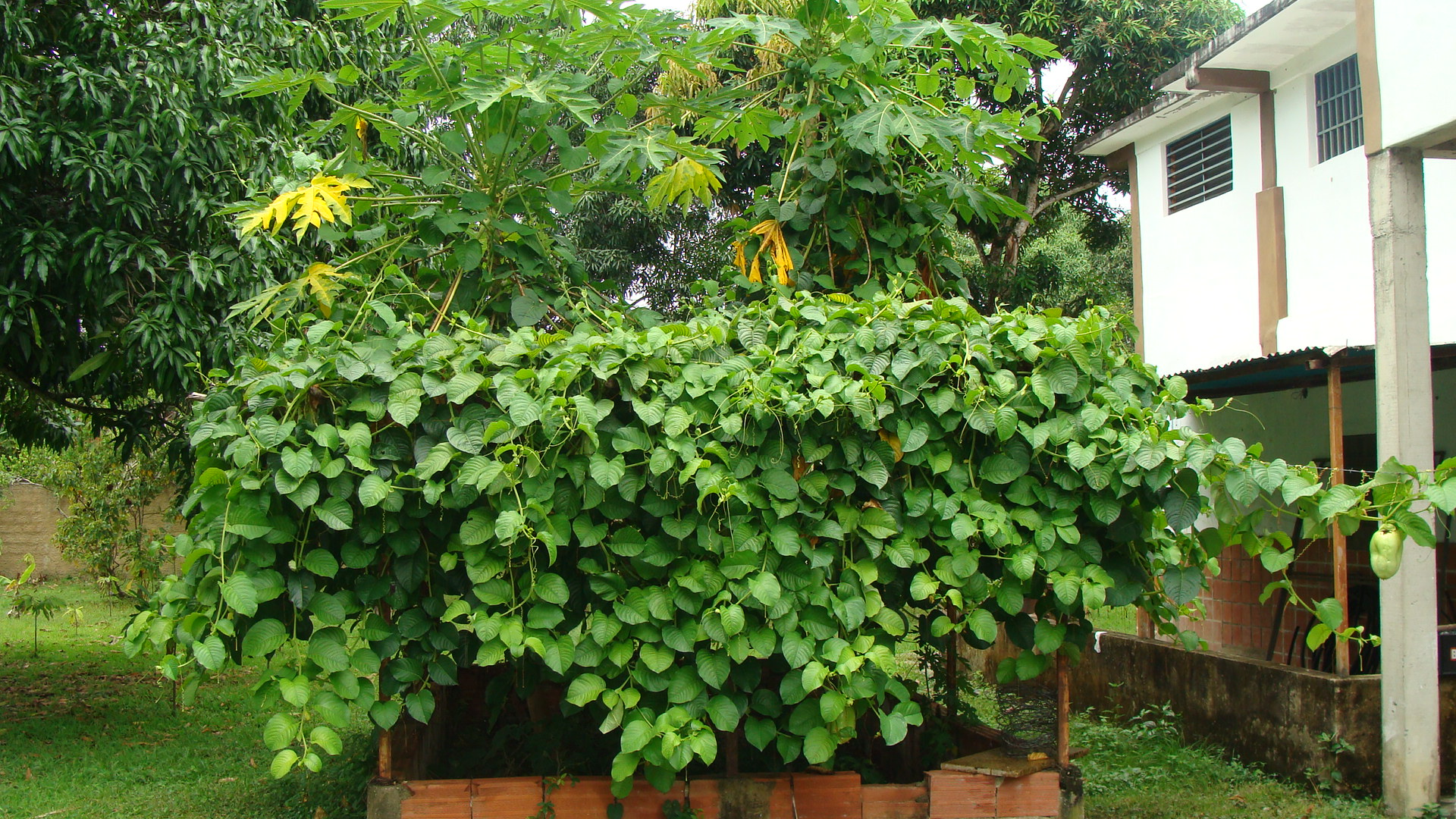
Riesengranadilla
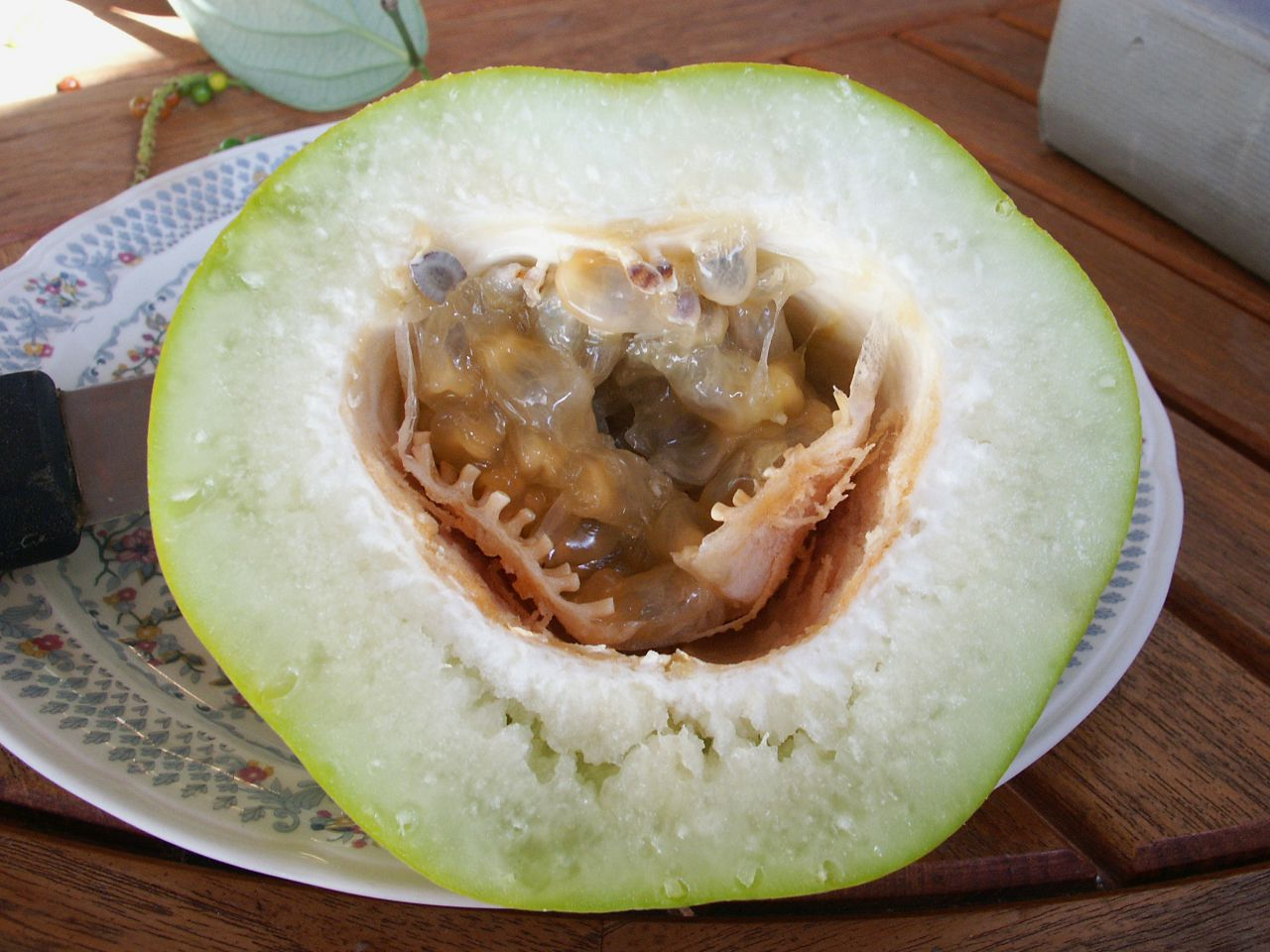
Aufgeschnittene Frucht der Riesengranadilla